# 柯基良
柯基良（1946年5月1日—2017年2月7日），是一位出生於臺灣彰化縣的中華民國文化相關事業官員。他曾在行政院文化建設委員會任職達30年之久，並曾擔任十任主任委員。
他在公職生涯中持續致力於文藝與戲劇政策之規劃與推動。1990年代，他受命將三軍劇團重組，成立國光劇團及國光藝術戲劇學校。此後，他更長年致力於國立傳統藝術中心籌備工作。
2016年5月中旬，他因血尿就醫，經診斷為輸尿管上皮癌第三期，並開始持續在內湖三軍總醫院開刀治療。
2017年2月7日晚間8時43分，他因腫瘤復發快速而罹患肺炎合併敗血性休克病逝。

## 學歷
- 淡江大學中國文學系學士班畢業
- 國立政治大學行政管理研究班結業[1][2][3]

## 經歷
- 公務人員特種考試基層乙等考試及格
- 行政院文化建設委員會第二處科長
- 行政院文化建設委員會第二處處長
- 行政院文化建設委員會文化建設基金管理委員會執行秘書
- 國立實驗合唱團團長
- 教育部督學兼國立國光劇藝實驗學校校長
- 國立國光劇團創團團長
- 行政院文化建設委員會參事兼民族音樂中心籌備處主任
- 中法文化教育基金會執行長
- 國立傳統藝術中心籌備處主任
- 國立傳統藝術中心主任
- 國立臺灣交響樂團團長
- 行政院文化建設委員會主任秘書兼國立臺灣傳統藝術總處籌備處代理主任
- 國立臺灣傳統藝術總處籌備處主任[1][2][3]

## 榮譽
- 行政院保舉最優人才（1986年）
- 中興文藝獎特別貢獻獎
- 第3屆金擘獎優等獎[1][2][3]

### 褒揚令
國立傳統藝術中心前主任柯基良，槃才通敏，惇篤恪慎。少歲卒業淡江大學中文系，歷任文建會主任秘書、教育部督學、國光劇團團長暨國光藝術戲劇學校校長等職，黽勉持恆，迭執重寄。於任職文建會期間，致力推廣藝文戲劇，興辦優質兒童劇場；培育專業創作人才，落實城鄉均衡發展，復籌組文化建設基金管理委員會、中法文教基金會，精進劇團排練巡演，促進國際文化交流，殫誠畢慮，竭智宣勤；紓籌劃策，獻替多所。嗣置設綜理國光劇團暨國光藝術戲劇學校，強化學校師資陣容，完善技藝訓練輔導；銳意行政制度興革，丕奠劇團永續根基，椎輪大輅，創舉有方。尤以接掌傳統藝術中心主任，悉心民俗技藝薪傳，開拓戲劇展演空間；推動文化資產保存，提升傳藝國際能見度，振裘持領，明效大驗；深謨遠猷，蜚聲騰實。綜其生平，恢弘中華傳統藝術精微，厚實鄉土文化深耕傳衍，懋績遺緒，典範昭垂。遽聞溘然長逝，悼惜彌殷，應予明令褒揚，用示政府篤念賢彥之至意。

總　　　統　蔡英文　　　　

行政院院長　林　全　　　　